# اندیس شرق کهک
شرق کهک یک اندیس فلزی است که در حوالی شهر نوک آباد استان سیستان و بلوچستان قرار دارد و مادهٔ معدنی موجود در آن، سرب است.سنگ میزبان این اندیس داسیت پورفیری است  